# Loretta Hidalgo Whitesides
Loretta Hidalgo Whitesides est une conférencière américaine, co-créatrice de la Nuit de Youri, et autrice spécialisée dans l'exploration spatiale. Elle a accumulé plus de cinq heures en apesanteur en tant que directrice de vol pour Zero-G Corporation, et elle prévoit de voyager dans l'espace en tant que « Astronaute Fondatrice » à bord du SpaceShipTwo de Virgin Galactic. Elle est mariée à George T. Whitesides, élu en 2024 en tant que député de Californie,.
Whitesides a obtenu un baccalauréat en biologie à Stanford et un master au Caltech, où elle s'est intéressée à l'astrobiologie. Elle est apparue dans le documentaire IMAX 3D "Aliens of the Deep" aux côtés du réalisateur James Cameron, explorant les sources hydrothermales à plus de trois kilomètres sous l'océan. Elle a également visité le cratère d'impact Haughton dans l'Arctique pour étudier des plantes capables de survivre dans des environnements extrêmes. En outre, elle a donné de nombreuses conférences TEDx sur l'exploration spatiale et le développement personnel,.

## Publications
- Loretta Hidalgo Whitesides, The New Right Stuff: Using Space to Bring Out the Best in You, Independently published, 13 septembre 2018 (ISBN 978-1720273639), p. 201
- Cockell, Charles S, Pascal Lee, Andrew C Schuerger, Loretta Hidalgo, Jeff A Jones, et M Dale Stokes. 2001. "Microbiology and Vegetation of Micro-Oases and Polar Desert, Haughton Impact Crater, Devon Island, Nunavut, Canada". Arctic, Antarctic, and Alpine Research. 33, no. 3: 306.
- Whitesides, L. (31 janvier 2008). Space, The Final Frontier for Homosexuality[9].